# كعكة الموز
كعكة الموز أو جاتوه الموز هي كعكة محضرة باستخدام الموز مكونًا أساسًا. يمكن تحضيرها بطرق مختلفة لتكون إما كعك طبقات أو المافن أو كعكة مكوبة (الكاب كيك). وقد تكون كعكة الموز مبخرة كالتي في المطبخ الصيني والإندونيسي والفِتنامي. يشير اسم كعكة الموز في الفلبين إلى خبز الموز الذي تم جُلِب خلال فترة الاستعمار الأمريكي للفلبين .

تُحضَّر كعكة الموز باستخدام الموز مكونًا أساسًا مع مكونات الكعك الأصل مثل الدقيق والسكر والبيض والزبدة والسمن أو الزيت وصودا الخبز. يمكن هرس الموز باستخدام محضر طعام أو خلاط كهربائي وخلطه في خليط الكعك ويمكن أيضًا تزيين الكعكة بشرائح. وقد يُضاف الشوكولاتة إليها. يمكن استخدام المكسرات مثل الجوز ومكدامية في الخليط وتزيين الكعكة.

كعك الموز
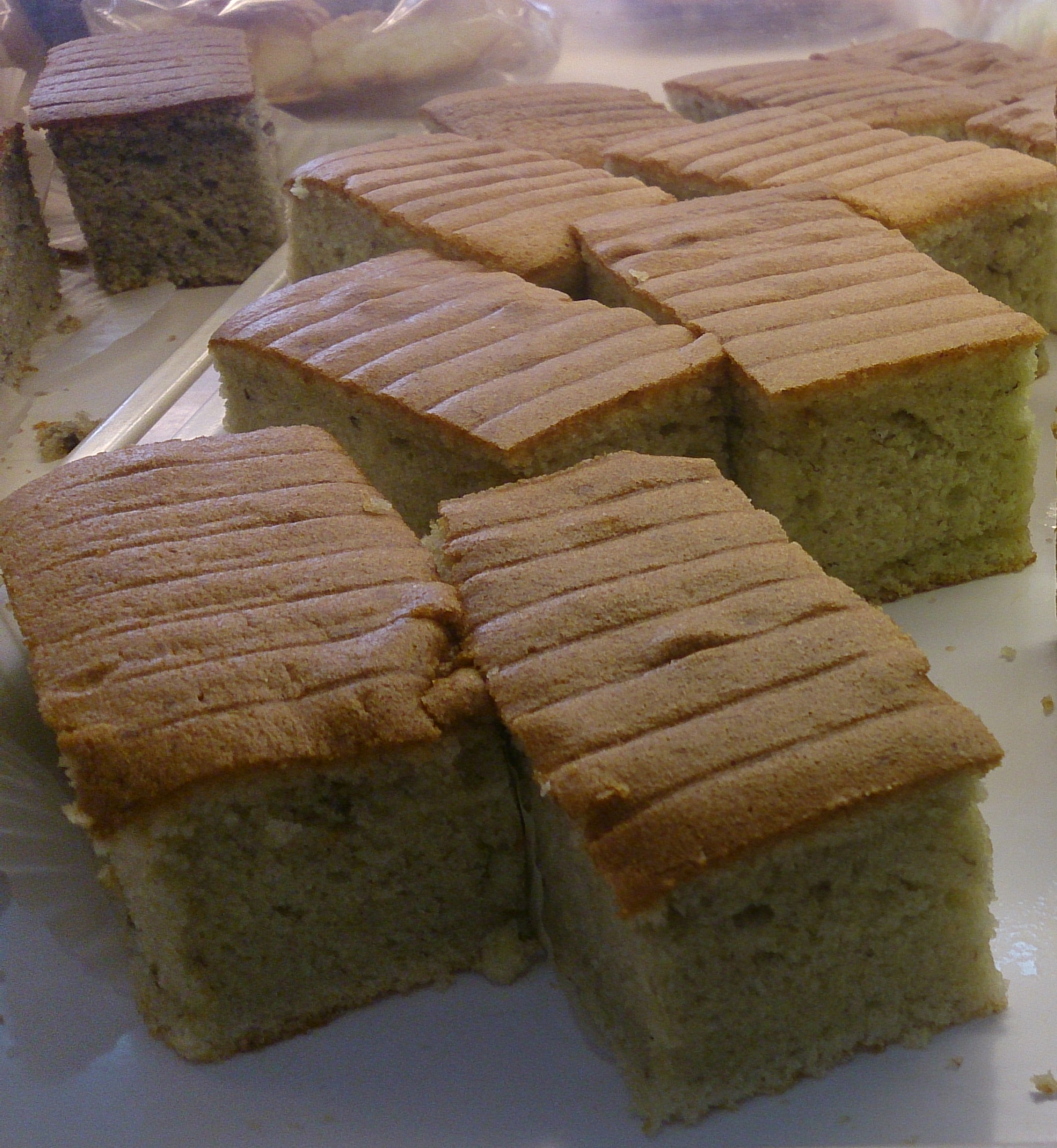
قطع من كعكة الموز
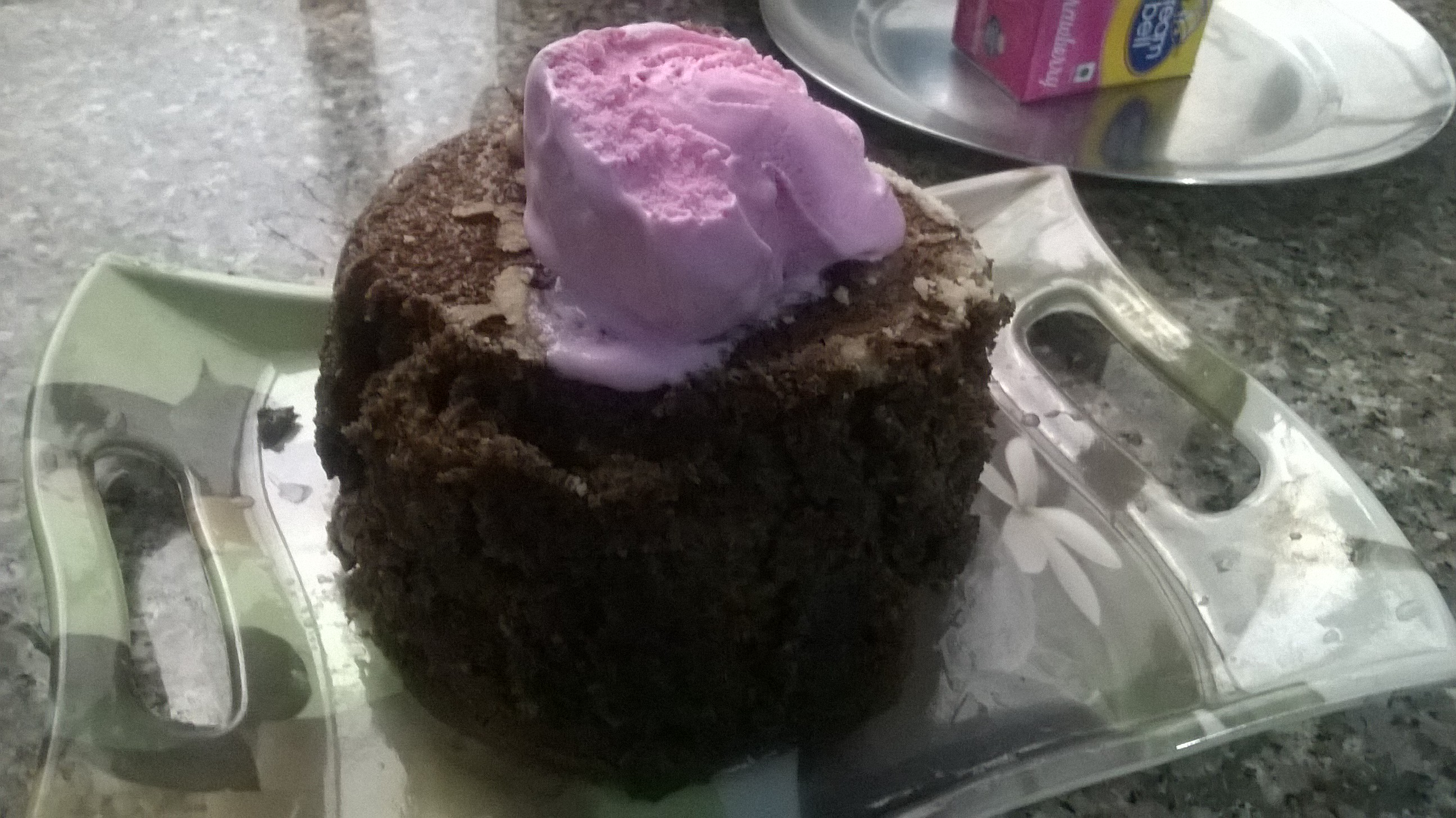
كعكة الموز بالشكلاطة مزينة بمثلج الفراولة
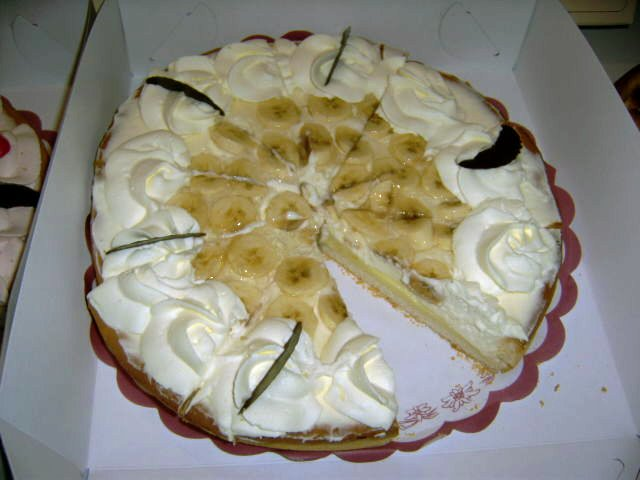
كعكة الموز مزينة بشرائح الموز